# Aldborough (Norfolk)
Aldborough es una parroquia civil y un pueblo del distrito de North Norfolk, en el condado de Norfolk (Inglaterra).

## Geografía
Según la Oficina Nacional de Estadística británica, Aldborough tiene una superficie de 7,15 km².

## Demografía
Según el censo de 2001, Aldborough tenía 567 habitantes (48,5% varones, 51,5% mujeres) y una densidad de población de 79,3 hab/km². El 18,17% eran menores de 16 años, el 68,96% tenían entre 16 y 74 y el 12,87% eran mayores de 74. La media de edad era de 43,84 años. Del total de habitantes con 16 o más años, el 22,84% estaban solteros, el 58,19% casados y el 18,97% divorciados o viudos.
El 96,29% de los habitantes eran originarios del Reino Unido. El resto de países europeos englobaban al 1,06% de la población, mientras que el 2,65% había nacido en cualquier otro lugar. Según su grupo étnico, el 98,42% de los habitantes eran blancos y el 1,58% mestizos. El cristianismo era profesado por el 69,43% y cualquier otra religión, salvo el budismo, el hinduismo, el judaísmo, el islam y el sijismo, por el 0,71%. El 18,37% no eran religiosos y el 11,48% no marcaron ninguna opción en el censo.
263 habitantes eran económicamente activos, 253 de ellos (96,2%) empleados y 10 (3,8%) desempleados. Había 259 hogares con residentes, 9 vacíos y 13 eran alojamientos vacacionales o segundas residencias.